# チャハル作戦
チャハル作戦（ちゃはるさくせん）とは、1937年（昭和12年）8月9日から10月17日にかけて行われた察哈爾省・綏遠省（現在の内モンゴル自治区）における日本軍の作戦である。
7月7日の盧溝橋事件から始まった日中戦争で、日本軍は7月末には北平・天津地方を制圧し、華北分離工作を完成させるため、8月には北支那方面軍を編成して河北省保定（パオティン）以北の制圧を実行に移そうとしたが、河北省南部に集結しつつある中国軍と衝突する恐れがあったため準備期間が必要となり一時延期され、代わりに行われた作戦である。「察哈爾作戦」とも表記される。

## 経過

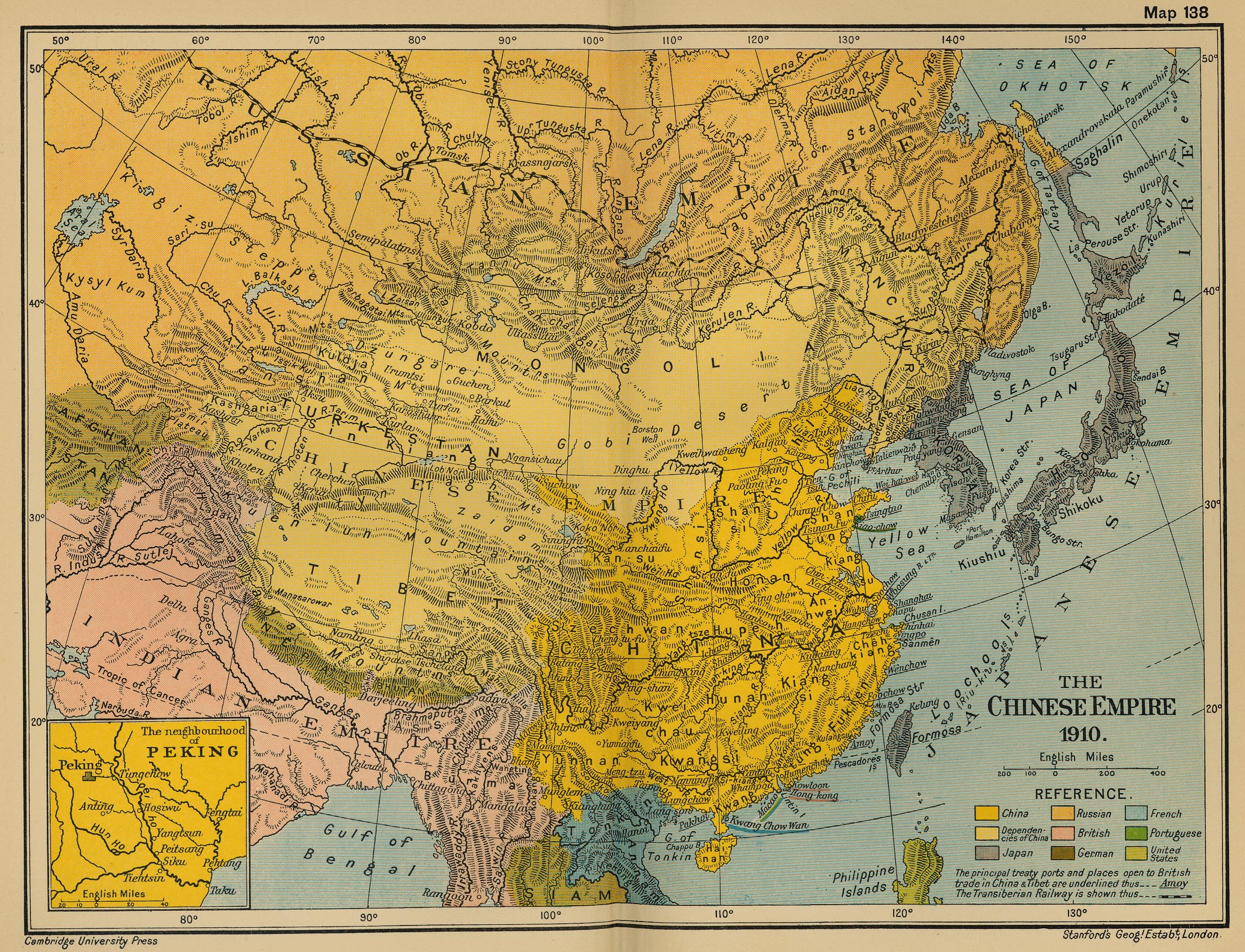
清 (Chinese Empire) の地図（1910年）。凡例によれば、濃い黄色は中国本土 (China) 、薄い黄色は中国の属領 (Dependencies of China)。

### 前段階（綏遠事件まで）
中国では1911年の辛亥革命において三民主義を掲げ、満洲族の支配する清王朝を倒し、漢民族独立及び（当初は韃靼の排除であったが後には）各民族の平等を唱えて中華民国を建国した。漢民族の領域と満洲族のもともとの領域は別であったが、中華民国は清朝の支配地域を全て継承するものとし、漢民族とチベット民族、ウイグル民族、モンゴル民族、満洲民族のもともとの領域全てを中華民国の領土と主張し、清王朝解体後のチベット、ウイグル、モンゴル、満洲における各民族の独立を認めなかった。
その後、外モンゴル地域については、当時中国国民党にも影響力と優位の関係にあったソビエト連邦が1921年にボドー、ダンザン、ドクソムらの指導、ダムディン・スフバートルの軍事的活躍とソ連の赤軍の支援でボグド・ハーン（活仏・化身ラマ）を推戴することで中華民国から独立した。モンゴルは、1924年にボグド・ハーンの死に際して、コミンテルンの指導によってモンゴル人民革命党による一党独裁の社会主義国になることになった。1924年11月26日に「ソ連の16番目の共和国」とまで呼ばれるようになる東側陣営に属する社会主義諸国が「ソ連に従属する衛星国が外モンゴル地域に人民共和国としてソ連に続く世界で2番目の社会主義国家が誕生した。中華民国はソ連の傀儡国家として独立を認めず、ソ連の軍事力によって中国からの独立が保たれた。しかし、その後も日中開戦前にも内モンゴル地域のモンゴル（蒙古）族は国民党からの独立と外モンゴル地域を吸収して大モンゴルの建国を目指していた状況だった。
当時、関東軍は満洲国の安定化を計るため西側で国境を接する察哈爾省を自己の勢力下に置くことを望んでいた。そのため、内モンゴルの独立や自治を求める動きを利用することを目論み、1936年 5月には関東軍の板垣征四郎参謀副長などがウジムチン王府で、その動きの中心にある蒙古自治政府委員会の政務院長であるデムチュクドンロブ（徳王）や他の有力者と会見し、蒙古自治政府委員会の支援を約束した。
また同年6月5日、関東軍の特務機関員が察哈爾省で、国民党の創設した冀察政務委員会の委員長である宋哲元に逮捕されると（察哈爾事件）、同年6月23日に特務機関長の土肥原賢二少将は、察哈爾省代理主席の秦徳純に、塘沽停戦協定における停戦地帯の察哈爾省までの拡大や合法活動を認めることを要求し、同年6月27日には土肥原の希望通り土肥原・秦徳純協定が調印され、内モンゴルの分離工作が着々と進められて行く。同年11月には蒙古自治政府軍が関東軍の計画に基づいて、綏遠（綏遠省の省都）を攻撃したが、中国軍の反撃により敗退した。

### 発生（盧溝橋事件後）
綏遠事件により関東軍の計画は一時頓挫したが、好機はすぐに訪れた。1937年（昭和12年）7月7日の盧溝橋事件を発端に日中両軍が交戦状態に入ると、関東軍は察哈爾省の占領を参謀本部に要求し続けた。参謀本部はそのつど却下していたが、そのうち事変不拡大か対支一撃論などの事変拡大か、明確な長期戦略の無いまま同年8月8日に攻略作戦を認可した。こうして始まったのがチャハル作戦である（無断で始めたと言う説もある）。
当初、作戦地域は張家口（察哈爾省の省都）以東とされた。関東軍は3個旅団で東條英機を指揮官とする察哈爾派遣兵団（俗に「東條兵団」と言われる）を編成し、察哈爾省に侵攻し、張家口を占領した（ここには土肥原・秦徳純協定のため中国軍はほとんど配備されていなかった）。
その後、1個独立混成旅団が北京方面から万里の長城に程近い河北省南口と察哈爾省の居庸関を攻略のため北上した。しかし、居庸関は険しい山岳地帯に位置していたため、攻めるに難しく守るに易い地形で中国軍の抵抗は頑強であった。そのため内地から派遣されていた第五師団の一部を増援に当て師団長板垣征四郎中将に指揮させた。第五師団の活躍により居庸関を落とし張家口まで進撃した。そこで察哈爾派遣兵団と合体し、チャハル作戦は終了したと思われた。
しかし、実際は察哈爾派遣兵団・第五師団ともに参謀本部から許可された作戦地域を無視し、独断で作戦地域を張家口以西に拡大していった。9月13日には綏遠省と山西省の省境にある大同を占領し、10月14日には綏遠を占領、10月17日に包頭を占領して進撃は停止した。チャハルおよび綏遠方面における察哈爾派遣兵団の作戦は大きな成功を収めたものの、補給が間に合わず飢えに苦しむ連隊が続出したという。
この戦いの間、蒙古自治政府軍も察哈爾派遣兵団に随行して綏遠省の各機関を吸収し、10月27日に徳王らは厚和（現フフホト）で蒙古連盟自治政府を樹立した。その後、蒙古自治政府軍が武装していても当時の中国軍にすら敗退するような練度だったため、自治政府の防衛のために張家口には駐蒙軍（日本軍）が置かれた。

### 評価
愛知大学の森久男は、チャハルと上海に兵力を分散した結果、京漢線を南下して中国軍に打撃を与える機会を逃し、国民党政権に持久戦体制を整える時間的余裕を与えたとする。

## 陽高事件
この戦闘の過程で、日本軍による虐殺事件の発生が伝えられている。その中で、戦後に事件が問題視され、日本側関係者らからも語られたことで、とくに知られるようになったのが、陽高事件である。（実際には、日本軍と作戦行動を共にしていた蒙古自治政府軍指揮官の李守信将軍の戦後中国での取調での証言において、この作戦では各地で捕虜の虐殺が頻発していたことが示唆されたといわれ、また、作戦終結の時期になってもなお、日本軍による住民の大量虐殺が他でも起きていたことが伝えられている。）
この陽高事件については、1937年9月陽高での戦闘終了後、一般住民を問わず多数の男性らが狩り集められ、殺害されたとされる。中国人犠牲者数は350名とも500名ともいわれるが、はっきりしない。陽高では、青壮年の男手が一挙に失われたため、その後、男性らの募集が行われ、未亡人らとの集団結婚が行われたと伝えられている。虐殺の発生理由については、日本軍の死傷者も140名と大きかったため日本兵らが激昂した結果として説明されることが多い。
戦後、中国側は事件時に陽高に入城し陥落させたと伝えられた二つの部隊について、部隊長らの戦犯追及を図ったがうやむやとなり、実行した部隊もはっきりしなかった。部隊関係者が大量の虐殺死体を目撃していて、虐殺があったことは確実であるが、両部隊の関係者が互いに責任の押し付け合いをした状態となっている。
東條は後の首相時代の1943年2月に、秘書官との雑談で「不穏なシナ人らは全部首をはねた」「斯くの如く日本の威力を知らせておいて、米とかを施してやった」「恩威並び行われたわけだ」と語ったと伝えられる。戦後、歴史家の秦郁彦は、東京裁判で提出された東条の履歴書に察哈爾兵団長の履歴が記されていなかったことから、東條がこの陽高事件で戦犯として訴追されなかったのは、察哈爾兵団長は出先かぎりの人事発令であったため、検察団にこの経歴が知られなかったことも一因であろうとしている。